# Pont de l’Université
Die Pont de l’Université ist eine Straßenbrücke über die Rhône in Lyon zwischen der Rue de l’Université auf dem linken Ufer und dem entlang des rechten Ufers verlaufenden, mehr als achtspurigen Quai Dr Gailleton. In der Verlängerung der Brücke führt die Rue Sainte-Hélène quer über die Halbinsel zwischen der Rhône und der Saône.
Die nächste Brücke flussaufwärts ist die Pont de la Guillotière, die nächste Brücke flussabwärts ist die Pont Galliéni.

## Beschreibung
Die Notwendigkeit einer Brücke an dieser Stelle wurde seit 1844 diskutiert, aber erst nach dem Bau einiger Universitätsgebäude am linken Ufer als dringend angesehen. Zwischen 1899 und 1903 wurde schließlich die zunächst Pont des Facultés genannte Brücke errichtet. Der Planung des Bauwerkes wurde u. a. von Jean Résal erstellt, der kurz zuvor die Pont Alexandre III in Paris entworfen hatte.
Das insgesamt 240 m lange Bauwerk besteht aus drei flachen Segmentbögen und einem kleinen Rundbogen aus Mauerwerk über dem Hochwasserbett des linken Ufers. Die Segmentbögen haben Spannweiten von 67,50 m + 72,50 m + 67,50 m und bestehen jeweils aus acht parallelen Fachwerk-Stahlträgern mit Querverbänden, auf denen das Brückendeck aufgeständert ist.
Die Bogen stützen sich auf Kämpfergelenke an den Widerlagern und an den Mauerwerkspfeilern, die mit Kalkstein verkleidet sind und großformatige Buchstaben RF auf einem Palmblatt tragen (für République Française; das Palmblatt symbolisiert den Sieg). Auf den Pfeilern befinden sich gusseiserne, aus Ornamenten geformte Säulen, die von einem Hahn gekrönt werden. Die Widerlager am linken Ufer tragen das Wappen Lyons, auf ihnen stehen ornamentale Steinsäulen. Die entsprechenden Säulen am rechten Ufer wurden im Rahmen neuerer Straßenbaumaßnahmen entfernt.
Das 20 m breite Brückendeck ist eingeteilt in vier Fahrspuren, die als Einbahnstraße vom linken zum rechten Ufer führen, und zwei je 4,50 m breiten Gehwege. Das Brückendeck wird begrenzt von reich verzierten gusseisernen Balustraden, die von dem in Lyon ansässigen Bildhauer Labranche entworfen und von der Gießerei E. Capitain-Gény in dem heute zu Joinville (Haute-Marne) gehörenden Bussy ausgeführt wurden.
Der mittlere Bogen wurde im September 1944 von der Résistance gesprengt, bald darauf durch eine Behelfsbrücke ersetzt und nach dem Krieg wieder aufgebaut.